# Кастел ди Сасо
Кастѐл ди Са̀со (на италиански: Castel di Sasso) е село и община в Южна Италия, провинция Казерта, регион Кампания. Разположено е на 200 m надморска височина. Населението на общината е 1201 души (към 2010 г.).